# José Ruiz (futebolista)
José Ruiz (1904 - data de morte desconhecida) foi um futebolista mexicano. Ele competiu na Copa do Mundo FIFA de 1930, sediada no Uruguai.